# 年楚河
年楚河（藏語：མྱང་ཆུ，威利转写：myang chu）是雅鲁藏布江支流，位于西藏自治区日喀则地区境内。流域面积11,130平方公里，河流全长217公里。满拉水利枢纽工程是年楚河流域规划的一期工程。